# Kamel-Zahnspinner

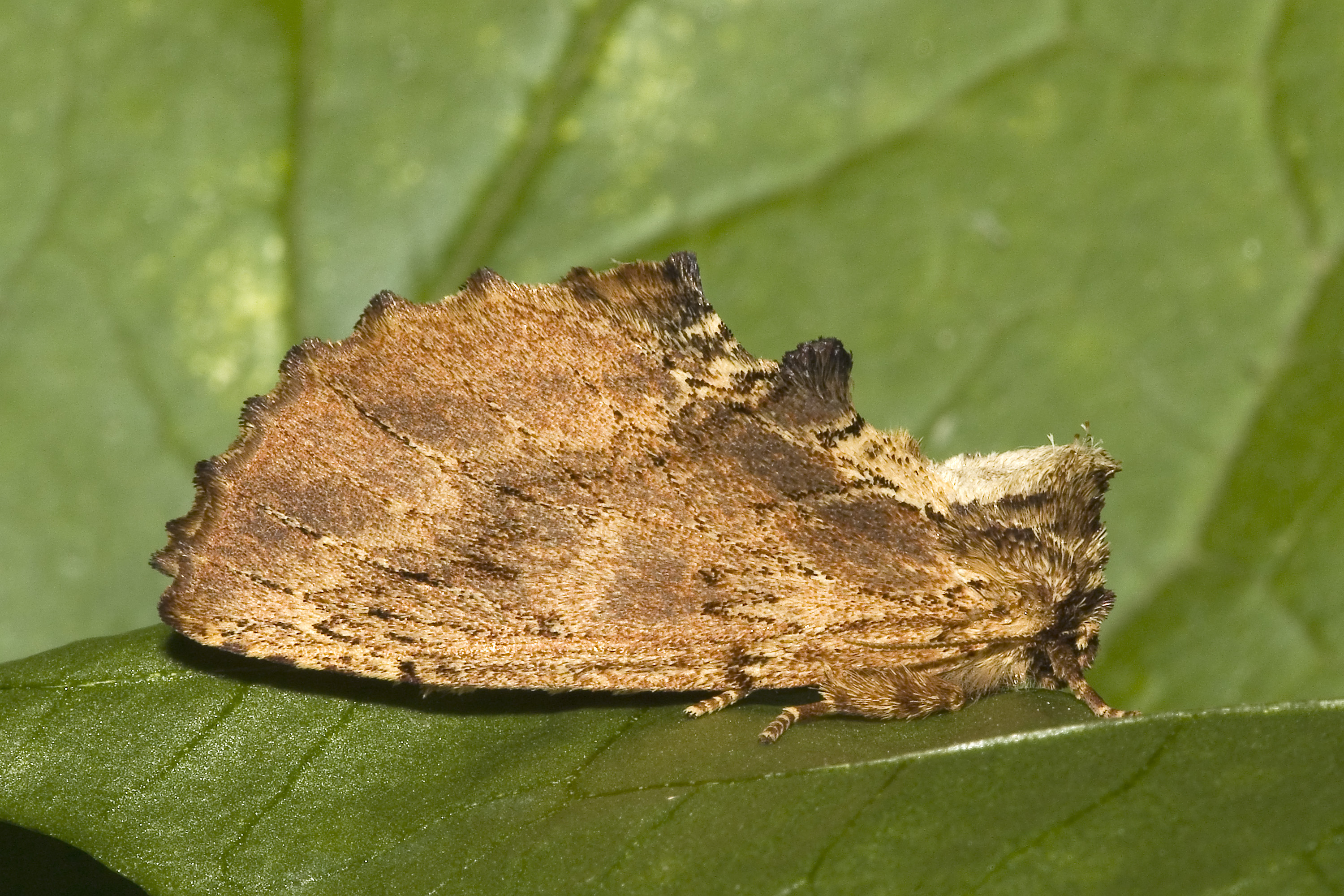
Helle Form

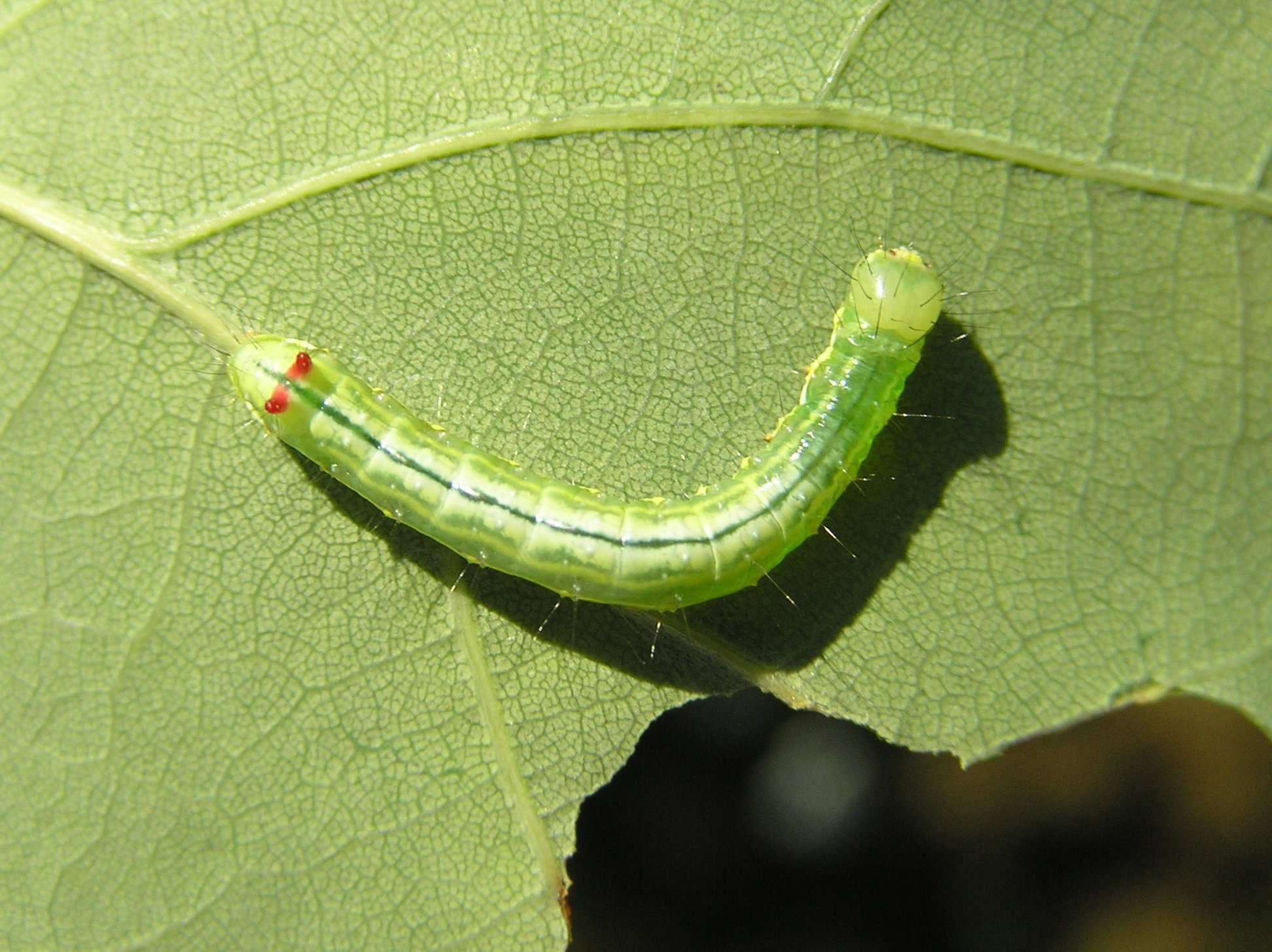
Grüne Raupe

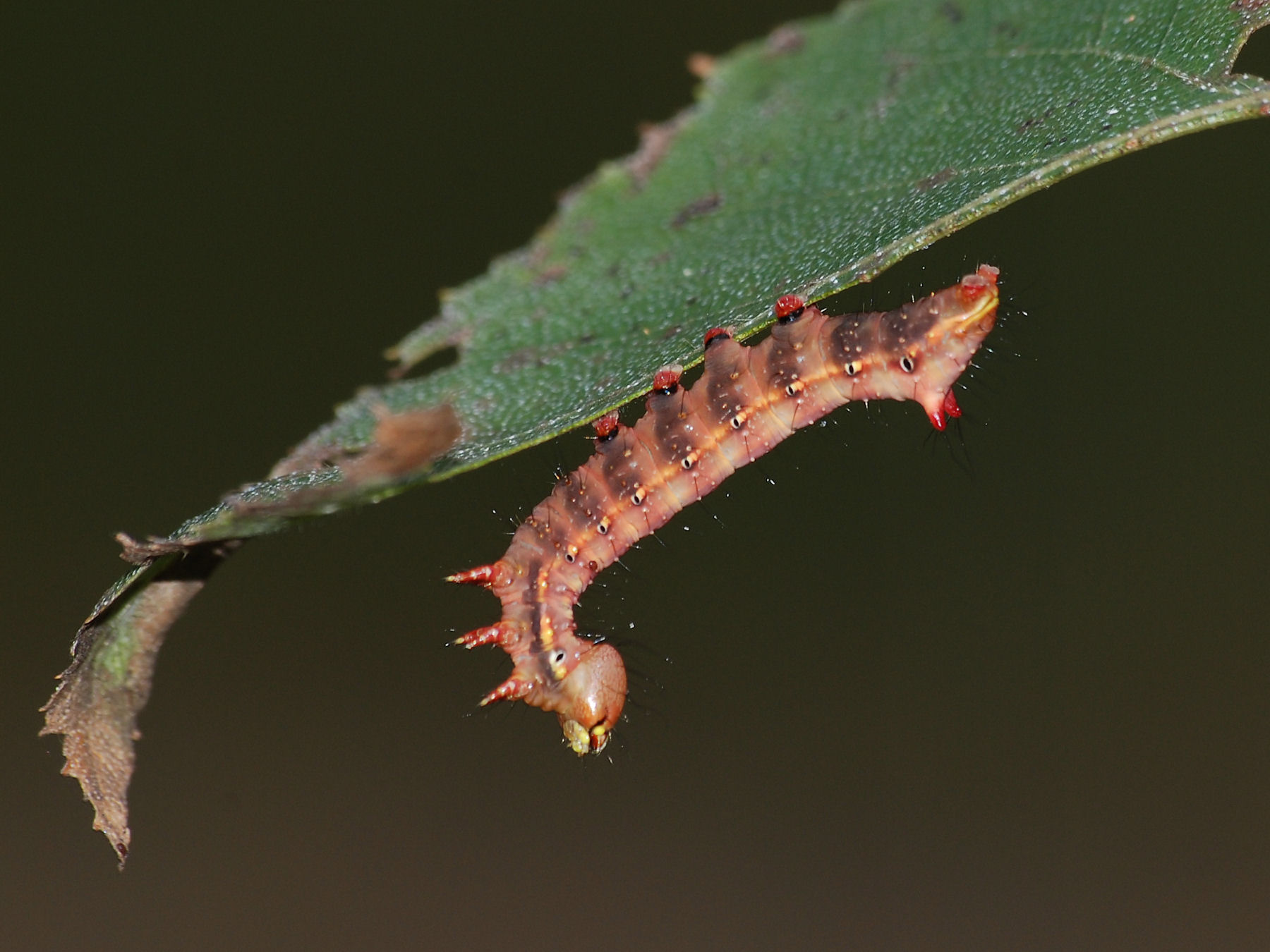
Rotbraune Raupe

Der Kamel-Zahnspinner (Ptilodon capucina) ist ein Schmetterling (Nachtfalter) aus der Familie der Zahnspinner (Notodontidae).

## Merkmale
Die Falter erreichen eine Flügelspannweite von 30 bis 45 Millimetern. Sie haben gelbbraun bis rotbraun gefärbte Flügel, auf denen zwei schwarze feine Zackenbinden und entlang den Flügeladern nur leicht angedeutete, ebenfalls schwarze Längsstriche verlaufen. Sie haben einen kegelförmigen Haarschopf auf der Brust (direkt hinter dem Kopf), der für sie namensgebend war, da er wie ein Kamel-Höcker aussieht. Daneben haben sie einen, mit schwarzen Haaren bewachsenen Zahn in der Mitte des Hinterrandes der Flügel.
Die Raupen werden ca. 30 Millimeter lang. Sie sind entweder hellgrün und gelb oder rosa bräunlich mit wenig gelb gefärbt und haben auf den Seiten jeweils eine gelbe, mit roten Flecken versehene Längsbinde. Ihre Beine sind ebenso, wie die am 11. Segment sitzenden zwei zapfenartigen Rückenhöcker rot gefärbt. Sie haben einige feine und schwarze Haare am Körper verteilt.

### Synonyme
- Lophopteryx capucina (Linnaeus, 1758)

## Vorkommen
Die Tiere sind in Europa weit verbreitet und häufig und kommen östlich bis nach Ostasien vor. Sie leben in verschiedenen Lebensräumen, in denen ihre Futterpflanzen wachsen, wie z. B. an Waldrändern, in Alleen, Parks und Gärten.

## Lebensweise
Die nachtaktiven Falter fliegen jährlich in zwei Generationen von Ende April bis Anfang Juli und von Ende Juli bis Mitte August. Am Tag sitzen sie gut getarnt auf Baumstämmen.

### Nahrung der Raupen
Die Raupen ernähren sich von einer Vielzahl verschiedener Laubbaum- und Straucharten, wie z. B. Hänge-Birke (Betula pendula), Rotbuche (Fagus sylvatica), Stieleiche (Quercus robur), Zitterpappel (Populus tremula), Salweide (Salix caprea), Gemeine Hasel (Corylus avellana) und Schwarzerle (Alnus glutinosa).

## Entwicklung
Die Weibchen legen ihre hellgrünen Eier in kleinen Gruppen auf der Unterseite des Blattrandes ihrer Futterpflanzen ab. Die daraus schlüpfenden Raupen leben gesellig, werden aber im Laufe ihrer Entwicklung zu Einzelgängern. Sie haben eine eigenartig aussehende Abwehrhaltung, wenn sie Gefahr wittern. Sie strecken ihren Kopf weit nach hinten und ihr Hinterteil nach oben und gleichzeitig ihre Brustbeine nach vorne. Die Tiere verpuppen sich am Boden oder knapp unter der Erde in einer mit nur wenigen Gespinstfäden ausgekleideten Kammer. Die zweite Generation überwintert so, die erste schlüpft noch im selben Jahr.